# Blackford megye
Blackford megye az Amerikai Egyesült Államokban, azon belül Indiana államban található. Megyeszékhelye és legnagyobb városa Hartford City. Lakosainak száma 12 112 fő (2020. április 1.). Blackford megye Wells, Jay, Delaware és Grant megyékkel határos.

## Népesség
A megye népességének változása:
| Lakosok száma | 12 763 | 12 684 | 12 554 | 12 481 | 12 298 | 12 112 |
|               | 2010   | 2011   | 2012   | 2013   | 2015   | 2020   |